# Paser (poligrafia)

Przykładowy paser

Znaczniki drukarskie na stronie przygotowanej do wydruku w formacie A6 (148x105).
Legenda: 1. pasery, 2. paski koloru, 3. informacje o stronie, 4. znaczniki cięcia, 5. znaczniki spadu.

Paser (punktura) – element graficzny umieszczany poza formatem netto publikacji poligraficznej, służący jako "celownik" w druku barwnym do dokładnego nanoszenia obrazu drukowego kolejnymi farbami drukowymi w to samo miejsce. W druku dwustronnym pasery pozwalają na spasowanie strony prawej i lewej.
Pasery stanowią miejsce kontroli i punkt odniesienia przy montażu klisz, wykonywaniu odbitek próbnych oraz w samym druku. Znajdują się one na każdym z wyciągów barwnych w tym samym miejscu i mają ten sam kształt. Umiejscowione są najczęściej w rogach lub na środkach marginesów stron w odległości kilku punktów typograficznych na zewnątrz od linii krojenia arkusza. W przypadku większych stron publikacji może mieć zastosowanie zwiększenie ilości paserów.
Pasery tworzy się podczas drukowania do PostScriptu (opcja w oknie dialogowym drukowania) lub nanosi ręcznie w programie graficznym. Zazwyczaj znajdują się one w strefie spadów, które są odcinane w procesach introligatorskich. Jednak w niektórych sytuacjach pozostają one na arkuszach gotowego wyrobu i są widoczne dla użytkownika. Dzieje się tak wtedy, gdy w wyrobie końcowym wykorzystywana jest cała szerokość, a czasem także długość arkusza – np. w przypadku druku gazet lub plakatów.
Pasery są niewielkimi znaczkami, zazwyczaj w postaci kombinacji kół i centralnie umieszczonych na nich krzyżyków. Linie, z których zbudowane są pasery, mają od 0,1 do 0,5 pt grubości. Zazwyczaj jest to grubość 0,2-0,25 pt. Ponieważ na pasery mogą nachodzić spadowe elementy obrazu strony, a w dodatku mogą być one w dowolnym kolorze, to elementy graficzne, z których składają się pasery, są koloru 100% farby z białą obwódką. Umożliwia to ich widoczność niezależnie od tego, na jakim tle mogłyby się znaleźć. Krzyżyki znajdujące się na paserach mogą być dwóch rodzajów – czarne na białym tle lub odwrotnie. Te pierwsze są wygodniejsze przy ręcznym pasowaniu, lecz istnieje ryzyko niedostrzeżenia przesunięć paserów względem siebie w granicach grubości kresek, z powodu braku odniesienia do innych elementów graficznych. Te drugie są trudniejsze w montażu, zapewniają jednak większą precyzję, gdyż nawet przy niewielkim przesunięciu białego krzyżyka względem czarnego koła grubość tego krzyżyka zmniejsza się wyraźnie lub nawet krzyżyk ten znika zasłonięty całkowicie kołem.
W DTP pasery są koloru o nazwie registration, który oznacza sumę wszystkich farb, jakimi praca ta zostanie wydrukowana.
Paser jest słowem angielskim, jednak powszechnie stosowanym także w Polsce. Polski odpowiednik pasera, czyli punktura, jest pojęciem stosowanym znacznie rzadziej, głównie w terminologii oficjalnej.